# Stegoceras
Stegoceras ist eine Gattung der Vogelbeckensaurier (Ornithischia) aus der Gruppe der Pachycephalosauria. Die beiden beschriebenen Arten sind S. validum (Lambe, 1902) und S. edmontonense (Brown & Schlaikjer, 1943).

## Merkmale
Stegoceras zählt zu den am besten erhaltenen Pachycephalosauriern, neben einem kompletten Schädel und dutzenden isolierten Schädeldächern sind auch Teile des Körperskeletts bekannt. Dieser Dinosaurier war demnach ein mittelgroßer Vertreter seiner Gruppe und erreichte 3 Meter Länge.
Der Schädel wies wie bei allen Pachycephalosauriern ein verdicktes Schädeldach auf. Das Stirn- und Scheitelbein waren zum Frontoparietale verschmolzen und aufgewölbt, die Schädelfenster der Schläfenregion verkleinert. Stegoceras zählt also zu den kuppelköpfigen Vertretern der Pachycephalosauria. Die Funktion dieses verdickten Schädeldachs ist immer noch umstritten, unklar ist, ob damit Rammstöße gegen den Kopf oder den Rumpf des Gegners durchgeführt wurden oder ob es nur der Zurschaustellung diente. (Siehe dazu Funktion des Schädeldachs bei den Pachycephalosauria.) Wie alle Pachycephalosauria besaß Stegoceras verschiedene Typen von Zähnen (Heterodontie). Am Zwischenkieferknochen (Praemaxillare, dem vordersten Teil des Oberkiefers) befanden sich mehrere zugespitzte, leicht gebogene Zähne, dahinter klaffte eine als Diastema bezeichnete Lücke. Die Zähne des Oberkiefers (Maxilla) waren verhältnismäßig klein und wiesen dreieckige, leicht gezackte Kronen auf. Die Zähne des Unterkiefers glichen denen des Oberkiefers. Der Bau der Zähne lässt auf eine vorwiegend pflanzliche Ernährung schließen, wenngleich die Funktion der unterschiedlichen Zahntypen nicht genau geklärt ist. Möglicherweise ergänzten sie ihren Speiseplan mit Insekten.
Die Hinterbeine waren deutlich länger als die Vorderbeine, Stegoceras bewegte sich biped (zweibeinig) fort. Das Becken war wie bei allen Pachycephalosauriern breit, der Schwanz durch verknöcherte Sehnen versteift.

## Entdeckung und Benennung
Stegoceras zählt zu den frühesten bekannten Pachycephalosauriern, die Gattung wurde 1902 von Lambe beschrieben. Fossile Überreste wurden in der kanadischen Provinz Alberta und dem US-Bundesstaat Montana gefunden, es gibt auch Überreste aus New Mexico. Der Name leitet sich von den griechischen Wörtern stegos (=„Dach“) und keras (=„Horn“) ab. Typusart ist Stegoceras validum.
1943 wurde mit S. edmontonense eine zweite Art beschrieben. Weitere, zunächst ebenfalls in Stegoceras eingegliederte Funde gelten heute als Ornatotholus, Colepiocephale und Hanssuesia als eigene Gattungen, was aber nicht unumstritten ist. Die Funde von Stegoceras stammen aus der Oberkreide (spätes Campanium und Maastrichtium) und werden auf ein Alter von ca. 76 bis 66 Millionen Jahre datiert.